# 원티드랩
원티드랩(Wanted Lab)는 대한민국의 직업소개 HR 테크기업 기업이다. 본사는 서울특별시 송파구 올림픽로 300, 롯데월드타워 35층에 위치해 있으며 대표이사는 이복기이다. 외국인지분율은 5.64%이다

## 사업
직업 매칭 채용 플랫폼을 보유하고 있으며채용 (AI 매칭, 광고), 긱스 (프리랜서 매칭), 커리어 (교육 구독서비스), 기타 분약에서 사업을 영위한다

## 같이 보기
- 인크루트
- 사람인에이치알
- 잡코리아
- 비즈니스피플

## 참고문헌
1. ↑  원티드랩, 318만 직장인 타깃 '원티드 광고 서비스' 선봬, 브랜드 개요, 2023년 11월 15일
2. ↑  신한투자증권 분석보고서 원티드랩 2023년 5월 10일
3. ↑  장세민, 올림플래닛, 원티드랩과 메타버스 3D 크리에이터 양성, AI 타임즈, 2023년 8월 22일
4. ↑  허지수, 대신증권 원티드랩 기업분석 2022년 11월 23일
5. ↑  원티드랩, '2023 원티드 채용 어워즈' 발표, 뉴스핌, 2023년 12월 18일
6. ↑  한유건, KB증권 분석보고서 원티드랩 2022년 7월 25일